# Ladislav Žižka
Ladislav Žižka (* 8. März 1945 in Dvůr Králové nad Labem) ist ein ehemaliger tschechoslowakischer Biathlet. Er nahm an drei Olympischen Winterspielen teil.
Ladislav Žižka hatte seine erste internationale Meisterschaft im Rahmen der Biathlon-Weltmeisterschaften 1967 in Altenberg und wurde 44. des Einzels. Ein Jahr später folgte in Grenoble der erste Einsatz bei Olympischen Spielen, wo er 55. des Einzels wurde. Die Biathlon-Weltmeisterschaften 1967 in Zakopane beendet er auf dem 39. Platz im Einzel. Danach folgten zwei Jahre ohne Einsätze bei den internationalen Meisterschaften. 1972 folgte in Sapporo die zweite Teilnahme an Olympischen Spielen, die Žižka auf einem 36. Platz beendete. Die Biathlon-Weltmeisterschaften 1974 brachten gemischte Ergebnisse. Im Einzel erreichte er als 15. sein bestes Ergebnis bei einem Großereignis, beim erstmals ausgetragenen Sprintrennen belegte der Tschechoslowake Rang 53. 1975 startete Žižka in Antholz bei seiner nächsten Weltmeisterschaft und wurde 43. des Einzels und mit Antonín Kříž, Josef Malínský und Dušan Šimočko Staffel-Neunter. Die dritten und letzten Olympischen Spiele lief er 1976 in Innsbruck. Im Einzel erreichte Žižka den 24. Platz, mit Miroslav Soviš, Antonín Kříž und Zdeněk Pavlíček wurde er Staffel-Neunter. Abschluss der Karriere wurden die Weltmeisterschaften des Jahres, bei denen nur das nichtolympische Sprintrennen ausgetragen wurde und in dem er 37. wurde.